# Roavvegieddi
Roavvegieddi är en by i Tana kommun i Finnmark fylke i norra Norge. Byn ligger där Europaväg 75 möter Europaväg 6, norr om Samelandsbron över Tana älv, där Europaväg 75 korsar gränsen mellan Finland och Norge.
På andra sidan älven ligger den finska tätorten Utsjoki.